# ミチノクサイシン
ミチノクサイシン（陸奥細辛、学名: Asarum fauriei）は、ウマノスズクサ科カンアオイ属の常緑の多年草。別名、ミヤマカンアオイ。

## 特徴
地下茎は節間が長く伸び、地を長く這う。茎先から年に鱗片葉とふつう2枚の普通葉が出る。葉身は広卵形または腎円形で、長さ幅ともに3-4.5cmと小型になり、先端は円頭、基部は心形になる。葉の表面は深緑色で光沢があり、斑紋はふつう無く、無毛かわずかに短毛が散生し、裏面は淡色で毛は無い。
花期は3-5月。雪解けとともに開花する。茎先に全体が暗紫色の花を1個つける。花に花弁は無く、萼裂片が花弁状になる。萼筒は小さく浅い鐘形で、萼筒上部がくびれることはなく、長さ5-8mm、径7-10mmになる。筒口は狭く、萼筒内壁には網目状に顕著に隆起した襞があるが、複雑ではなく、ふつう12個の縦襞がある。雄蕊は暗紫色で12個あり、子房壁にごく短い花糸で内外2輪につく。子房は上位で内部は6室に分かれ、各室に約10個の胚珠がある。花柱は6個あって直立し、先が細長く角状に伸びた付属突起が約2.5mmの長さになり、しばしば筒口より突き出る。この突出は本種の特徴で、果実が成熟するにつれてより顕著になる。
ギフチョウの幼虫の食草となっている。

## 分布と生育環境
日本固有種。本州の東北地方と新潟県、栃木県に分布し、低山地から山地の広葉樹林や針葉樹林の湿った林床に生育する。

## 名前の由来
和名ミチノクサイシンは、「陸奥細辛」の意で、みちのく（陸奥）に分布するサイシン類（細辛）の意味。
種小名（種形容語） fauriei は、パリ外国宣教会のフランス人宣教師で、植物採集家のフォーリー神父への献名である。

## 保全状況評価
- 絶滅危惧II類 (VU)（環境省レッドリスト）

（2017年、環境省）

## ギャラリー
- 萼筒内壁には網目状に顕著に隆起した襞がある。
- 花柱は直立し、先が細長く角状に伸びた付属突起がしばしば筒口より突き出る。
- 葉の表面は深緑色で光沢があり、わずかに短毛が散生する。

## 下位分類
和名（別名）、学名はYistおよび『改訂新版 日本の野生植物 1』による。
- ミヤマアオイ Asarum fauriei Franch. var. nakaianum (F.Maek.) Ohwi ex T.Sugaw.[7] - 基本種と比べ、葉が厚く、基部がより深い心形なり、表面に白斑が入り、毛が散生する。萼筒や萼裂片も厚くなり、萼筒は浅く上に広がった筒形となって、内部の花柱の付属突起が筒口を突き出ない。長野県北部と北陸地方北部の北アルプス山麓に分布し、標高1000-2500mにかけてのブナ林の林床や湿地に生育する[3][5]。
- ツルダシアオイ（ソノウサイシン）Asarum fauriei Franch. var. stoloniferum (F.Maek.) T.Sugaw.[8] - 葉の先端がへこみ、表面に雲紋状の白斑が入る。葉脈に沿って多少へこむ傾向がある、庭園などで栽培される栽培種[5]。
- ヒメカンアオイ Asarum fauriei Franch. var. takaoi (F.Maek.) T.Sugaw.[5] - 葉柄は暗紫色から淡緑褐色。葉身は円形または広卵形で長さ4-7cm、幅4-6cm、先端は鈍頭、基部は心形、表面に短毛が密生し光沢はなく、白斑があるものも無いものもある。ミヤマアオイのように葉は厚くならない。花は淡紫褐色で、萼筒は短い筒型で、長さ5-8mm、径7-12mm、萼口は広く開く。本州の愛知県・岐阜県・長野県・石川県・富山県・紀伊半島・広島県、四国の高知県南東部に分布し、広葉樹林の林床に生育する[5]。独立種 Asarum takaoi F.Maek. var. takaoi とする見解もある[9]。